# Фри, Энн Коттрелл
Энн Коттрелл Фри (англ. Ann Cottrell Free; 4 июня 1916, Ричмонд (Виргиния) — 30 октября 2004, Вашингтон (округ Колумбия)) — американская писательница и журналистка, посвятившая значительную часть своих работ теме защиты животных.
Фри родилась в Ричмонде (штат Виргиния) 4 июня 1916 года. Выпускница Collegiate School и Колледжа Барнард, Энн Коттрелл Фри стала первой женщиной-корреспондентом New York Herald Tribune, Newsweek и Chicago Sun в Вашингтоне, где освещала деятельность первой леди Элеоноры Рузвельт и жизнь Вашингтона военного времени.
После войны работала специальным корреспондентом Администрации ООН по оказанию помощи и реабилитации в Китае и в Программе восстановления Европы. Позже писала для North American Newspaper Alliance, вела колонки в Вашингтон пост, Вашингтон стар, других изданиях и синдикатах.
Обладатель медали Альберта Швейцера, а также различных гуманитарных и литературных наград за роман Forever the Wild Mare и другие произведения о животных.
Стала инициатором создания заповедника Rachel Carson National Wildlife Refuge и консультантом по многим вопросам защиты животных в комитетах Конгресса.
Автор трех книг: Forever the Wild Mare (Dodd Mead, 1963), No Room, Save in the Heart (Flying Fox Press, 1987) и Animals, Nature and Albert Schweitzer (Flying Fox Press, 2000). В 1988 получила награду Рэйчел Карсон и в 1996 году вошла в Зал славы Virginia Communications.
Была замужем за журналистом Джеймсом Фри, с которым в течение некоторого времени работала в соавторстве над Whirligig, информационным разделом о политике Вашингтона.
Её устные рассказы входят в коллекцию Колумбийского университета и Национального пресс-клуба США.
Энн Коттрелл Фри скончалась 30 октября 2004 в возрасте 88 лет в Вашингтоне. Год спустя была учреждена премия её имени National Press Club Ann Cottrell Free Animal Reporting Award, чтобы вдохновить и поощрить других журналистов продолжать её дело. В 2008 году Фри стала одной из 23 женщин, описанных в книге They Made Their Mark: An Illustrated History of the Society of Woman Geographers (Globe Pequot Press).